# Cratere Avire
Avire  è un cratere sulla superficie di Marte.